# Обеликс
Обели́кс (фр. Obélix) — вымышленный галльский воин из серии комиксов, мультипликационных и игровых фильмов и компьютерных игр об Астериксе. Создан сценаристом Рене Госинни и художником Альбером Удерзо. В поздних работах имя Обеликса также стало выноситься в заглавие, приравнивая его к Астериксу в качестве главного героя. В киноверсии роль Обеликса исполняли Жерар Депардьё и Жиль Лелуш. Впервые персонаж появился в комиксе Astérix le Gaulois (с фр. — «Галл по имени Астерикс») в 1961 году. Лучший друг Астерикса, предпочитающий, в отличие от хитрости и смекалки последнего, физическую силу для решения различных задач, и отличающийся от него как внешне, так и по складу характера.

## Персонаж
Имя Обеликса образовано от слова — обелиск, типографской пометки в тексте в виде крестика, в пандан к Астериксу, от астериска — типографской пометки в виде звёздочки. Двойное значение слова «Обелиск» обыграно в том, что Обеликс изготавливает менгиры — каменные обелиски.

### Личность
Обеликс — мужчина огромного роста и тучного телосложения, обладающий невероятной физической силой. Он с лёгкостью переносит предметы большой массы (валуны, деревья), а также может метать их на значительные расстояния; при встрече с каким-либо противником он редко использует свою силу полностью. В свободное от войн время Обеликс занимается разноской менгиров, чем дополнительно обыгрывается его имя (анаграмма слова «обелиск»).
Обеликс объясняет свою силу тем, что в детстве случайно упал в котёл с волшебным зельем силы и приобрёл её навсегда (в то время как действие напитка на обычных людей ограничено во времени). Обратная сторона этой способности — неутолимый аппетит, заставляющий героя ежедневно поглощать огромное количество продуктов. Любимое блюдо Обеликса — зажаренный кабан. Ему обычно не нравится, когда его называют «толстяком».
Также Обеликс обладает способностью чрезвычайно быстро перемещаться (что можно наблюдать в фильме «Астерикс на Олимпийских играх»). Такая способность, очевидно, один из эффектов зелья силы.
Обеликс великолепно умеет сочинять стихи. По его словам, для «вдохновения» «сначала нужно поесть, но не слишком плотно, а потом забыть, что ты сильный». Он очень часто восклицает «Они сумасшедшие, эти римляне» (Ils sont fous, ces Romains), причём название народов меняется от ситуации.

### Отношения
Обеликс — лучший друг и постоянный спутник Астерикса. В отличие от своего яростного побратима, Обеликс чаще проявляет добродушие и терпимость. Несмотря на это, он никогда не отказывается от драки с римлянами, пиратами или викингами (при этом Обеликс отнюдь не садист, так как эти драки для него как детские игры).
У Обеликса есть ручной пёсик — Идефи́кс — «идея фикс», в английской версии — Догмати́кс (в разных русских переводах можно услышать оба варианта), к которому он очень привязан и считает его одним из своих лучших друзей. Идефикс — постоянный персонаж комиксов об Астериксе и Обеликсе, без которого, несмотря на его «второстепенный» характер, трудно представить их приключения.
В фильме «Астерикс и Обеликс против Цезаря» Обеликс впервые показан как романтический герой: он влюблён в девушку по имени Фальбала, которая не воспринимает смешного толстяка всерьёз. В фильме «Астерикс и Обеликс в Британии» у Обеликса возникают чувства к британской гувернантке мисс Макинтош, которая в итоге отвечает ему взаимностью. В фильме «Астерикс и Обеликс: Поднебесная» Обеликс влюблен в китайскую телохранительницу Тат Хан.

## Критика и восприятие
По материалам издания Miami New Times в 2011 году Астерикс и Обеликс заняли первое место в списке персонажей, уделяющих пище много внимания, обойдя таких героев, как Винни-Пух, Попай, Снупи, Гомер Симпсон и Гарфилд.
По данным официального сайта Международной федерации хоккея Астерикс и Обеликс выбраны талисманами чемпионата мира 2017 года.
Комментируя выбор этих героев, Франц Райндль, президент Хоккейного союза Германии, отметил, что будущий чемпионат станет ярким спортивным событием, так как «двое галльских воинов завоевали большую популярность по всему миру», а президент Французской хоккейной федерации Люк Тардиф добавил, что «противостояние галльской деревни и Римской империи символизирует борьбу между командами».